# Aethiopia lesnei
Aethiopia lesnei är en skalbaggsart som beskrevs av Stefan von Breuning 1948. Aethiopia lesnei ingår i släktet Aethiopia och familjen långhorningar.
Artens utbredningsområde är Moçambique. Inga underarter finns listade i Catalogue of Life.